# Auenheim
Auenheim (en alsacià Auenem) és un municipi francès, situat a la regió del Gran Est, al departament del Baix Rin. L'any 1999 tenia 731 habitants. Limita al nord amb Rountzenheim, al nord-est amb Roeschwoog, a l'oest amb Soufflenheim, a l'est amb Fort-Louis, al sud-oest amb Sessenheim i al sud amb Stattmatten.
Forma part del cantó de Bischwiller, del districte de Haguenau-Wissembourg i de la Comunitat de comunes del Pays Rhénan.

## Demografia
| 1962 | 1968 | 1975 | 1982 | 1990 | 1999 |
| ---- | ---- | ---- | ---- | ---- | ---- |
| 543  | 566  | 602  | 598  | 616  | 731  |

## Administració
| Període | Identitat     | Partit | Qualitat |  |
| ------- | ------------- | ------ | -------- |  |
| 2001-   | Joseph Ludwig |        |          |  |